# Abul Djabar
Abul Djabar (n. secolul al XX-lea, Afganistan – d. 21 octombrie 1970, Kabul, Regatul Afganistanului⁠(d), Durrani Empire⁠(d)) a fost un ucigaș în serie din Afganistan, care a fost acuzat că ar fi comis peste 300 de asasinate. El a fost condamnat la moarte prin spânzurare în Kabul (în octombrie 1970). Abul Djabar viola bărbați pe care îi strangula cu șnurul turbanului. Paul Günther a fost cel care l-a descoperit pe criminal, după ce în prealabil fuseseră spânzurate două persoane nevinovate.